# Капранов Микола Євдокимович
Мико́ла Євдоки́мович Капра́нов (нар. 1895) — радянський партійний і державний діяч. Працював на вищих керівних посадах  Мелітополя,  Катеринослава, Кременчука, Оренбурга.

## Життєпис
- Народився 1895-о року.
- 1918 — вступив у РКП (б)[1]
- 1922—1923 — голова Мелітопольського міського виконавчого комітету робітничих і сільських депутатів.
- У грудні 1922 року голова Мелітопольської міськради Капранов брав участь у VII Всеукраїнському з'їзді Рад. Там його обрали делегатом на I Всесоюзний з'їзд Рад. На з'їзді Капранов голосував за Декларацію і Договір про утворення СРСР[2].
- 1923 — голова виконавчого комітету Мелітопольської окружної ради
- 1923—1924 — голова виконавчого комітету Катеринославської окружної ради[1]
- 1924—1925 — голова виконавчого комітету Павлоградської окружної ради
- жовтень 1925—1928 — голова виконавчого комітету Кременчуцької окружної ради[1] (або глава міськради Кременчука[3])
- 11.10.1933—21.06.1934 — голова виконкому Оренбурзької міськради[4]
- На початку німецько-радянської війни Капранов знаходився в місті Ступіно Московської області. Звідти він був покликаний в армію. Був призначений комісаром госпіталю на 300 ліжок, розгорнутому в Ступіно. Служив у званні підполковника інтенданской служби, на посаді заступника начальника госпіталю з політчастині.

## Нагороди
- Орден Вітчизняної війни II ступеня[5]
- Орден Червоної Зірки[5]
- Медаль «В ознаменування 100-річчя з дня народження Володимира Ілліча Леніна» (1969)